# Glukos
Glukos (glykos, druvsocker, dextros) är en enkel sockerart (monosackarid) med formeln C6H12O6. "Glykos" förekommer också som handelsnamn på glukossirap, som innehåller glukos men även maltos och andra sockerarter.
|                                   |
| Skillnaden mellan D- och L-glukos |

|                                   |  |
|                                   |  |
| Skillnaden mellan α- och β-glukos |  |

Glukos förekommer i flera isomera former. Den naturligt förekommande kallas D-glukos och dess spegelbildsvariant L-glukos. D-glukos kallas också med ett äldre namn dextros. D-glukos kan anta en linjär form och två cykliska former, α-glukos (α-D-glukos) och β-glukos (β-D-glukos). De två cykliska formerna skiljer sig åt vad avser hydroxylgruppens rymdmässiga orientering på kol 1 (C1; det anomera kolet); hydroxylgruppen befinner sig under eller ovanför ringens plan. (Även L-glukos har en linjär form och cykliska former.) I vattenlösning förekommer glukos som ungefär en tredjedel α-glukos, två tredjedelar β-glukos och mycket små mängder av den linjära formen. Alfa-glukos ingår i stärkelse (amylos och amylopektin) och beta-glukos ingår i cellulosa.
Glukos är en av de viktigaste kolhydraterna och används som energikälla av djur och växter. Glukos kallas inom medicinen även blodsocker. Glukos är också en byggsten i polysackariderna stärkelse, cellulosa och glykogen. Beteckningen druvsocker kommer av att den förekommer i vindruvor, där den dock inte är den enda sockerarten. Druvsocker skapas genom fotosyntes.
Glukos är den i särklass vanligaste monosackariden i allt liv. Ett skäl för detta kan vara att beta-pyrinoskonformationen av glukos bildar en struktur som ser ut som en diskus, med hydroxylgrupper ut åt sidorna och en relativt hydrofob över- och undersida. Denna struktur gör att andra molekyler lätt kan reagera med hydroxylerna i glukos, och att glukosmolekyler lätt kan staplas ovanpå varandra. Andra vanliga monosackarider som galaktos, mannos och xylos är strukturellt ganska lika glukos, vilket stöder tanken att glukosmolekylens konformation är gynnsam.